# Johannes von Indersdorf
Johannes von Indersdorf, eigentlich Johannes Rothuet, Nachname fälschlich auch Brunner oder Prunner (* 1382; † 9. November 1470 in Indersdorf, Herzogtum Bayern), war Augustiner-Chorherr und von 1442 bis 1470 als Johann I. Prunner Propst des Klosters Indersdorf. Zudem war er Klosterreformer und Geheimer Rat des Herzogs Albrecht III. Seine theologischen Schriften waren von der Wiener Schule der Pastoraltheologie geprägt.

## Leben
Seine Eltern waren Peter Rothuet und Afra, verwitwete Brunner / Prunner († 1407). Am 13. Oktober 1407 immatrikulierte sich Johannes an der Universität Wien. Nach der Rückkehr war er zunächst weltlicher Schulmeister am Stift in Indersdorf. Auf Drängen seines Halbbruders Erhard Prunner, der 1412 zum Propst des Klosters Indersdorf gewählt wurde, trat er 1412 ebenfalls in dieses Kloster ein. Ein Jahr später wurde zum Dekan gewählt und in das Kloster Neunkirchen am Brand entsandt, wo er die vom böhmischen Kloster Raudnitz eingeführte „Raudnitzer Klosterreform“ kennenlernen sollte. Nachdem er in Bamberg vom Fürstbischof Albrecht von Wertheim zum Priester geweiht worden war, kehrte er mit drei Neunkircher Mönchen nach Indersdorf zurück. Dort setzten die Brüder Johann und Erhard 1417 die Raudnitzer Reformstatuten durch, die nun als „Indersdorfer Reform“ bezeichnet wurden. Dadurch wurde das Augustiner-Chorherrenstift Indersdorf in den folgenden Jahren zu einem Zentrum der Erneuerung des Klosterlebens in Bayern und darüber hinaus. Sein Wirken verstand Johannes von Indersdorf als Umsetzung der durch das Konzil von Konstanz (1414–1418) angemahnten Kirchenreform. 1442 wurde Johannes als Nachfolger seines Halbbruders zum 19. Propst von Indersdorf gewählt.
Johannes, der etwa 25 weitere geistliche Häuser reformierte, war auch Beichtvater des Herzogs Albrecht III. von Bayern-München und dessen Ehefrau Anna von Braunschweig. Herzog Albrecht berief ihn nach seinem Regierungsantritt 1438 zum Geheimen Rat. Das literarische Schaffen des Johannes von Indersdorf stand ganz im Dienst der Klosterreform (Schriften zur Mystik) und der Seelsorge (Gebets- und Andachtsbücher, moralische Schriften).
Während seiner Amtszeit als Propst wurde u. a. das Langhaus der Filialkirche St. Bartholomäus um einen gotischen Chor erweitert.

## Werke (Auswahl)
- Zwei Gebets und Andachtsbücher (1426 und 1429 für Elisabeth Ebran)
- Geistliche Betrachtungen und Gebete für Frau Elisabeth Ebran, geb. von Gumppenberg, und Herzog Wilhelm III. von Bayern (80 Blatt, Pergament, Erscheinungsjahr 1432–1448)
- Fürstenlehren mit Tobiaslehre (1437 für den Wittelsbacher Herzog Albrecht III. und seine Gemahlin Anna von Braunschweig)
- Geistliche Tischreden (1438)
- Von dreierlei Wesen der Menschen (1440) – früher fälschlich Geiler von Kaisersberg bzw. Gallus von Königssaal zugeschrieben; das Werk ist eine Abhandlung über die christliche Mystik.[3]
- In memoria dominice passionis latus thesaurus, quem u frater sic devote cogita (erste Fassung vor 1442)

- Weitere Werke sind in ihrer Zuschreibung an Johannes von Indersdorf nicht eindeutig gesichert.